# Nick Cunningham
Nick Cunningham (ur. 8 maja 1985 w Los Gatos) – amerykański bobsleista.
Startował na Igrzyskach w Vancouver. W konkurencji dwójek razem z Mikiem Kohnem zajął 12. miejsce. W konkurencji czwórek razem z Mikiem Kohnem, Jamiem Moriartym i Billem Schuffenhauerem zajął 13. miejsce.
Podobnie jak wielu innych bobsleistów karierę sportową zaczynał od lekkoatletyki (rekord życiowy w biegu na 200 metrów – 21,15 w 2008).